# 褚汝航
褚 汝航（ちょ じょこう、Chu Ruhang、? - 1854年）。字は一帆は、清の官僚、湘軍の指揮官。
江蘇省呉県出身。官職を金で買い、広西省に赴任した。太平天国の乱が発生すると、金田村を攻撃して功績があり、知府に抜擢された。その後、曽国藩の招きで湖南省に赴き、夏鑾とともに湘軍の軍船を建造し、水軍の訓練にあたった。1854年、太平天国の西征軍と戦って、岳州・湘潭を奪回し、道員に昇進した。その後水軍を率いて城陵機に迫ったが、8月9日に太平天国軍に狭い場所に誘い込まれたところに伏兵の攻撃を受けて包囲され、総兵陳輝竜・遊撃沙鎮邦の軍が全滅した。褚汝航は救援に駆け付けたが、夏鑾とともに戦死した。